# Áp suất thoái hóa của điện tử
Áp suất thoái hóa của điện tử là áp suất mà khi một ngôi sao khổng lồ sử dụng hết nhiên liệu hạt nhân và suy sụp dưới trọng trường của chính nó, nếu ngôi sao có khối lượng dưới giới hạn Chandrasekhar, sự suy sập bị ngăn lại bởi áp suất thoái hóa của điện tử, và ngôi sao trở thành một sao lùn trắng ổn định. Áp suất này được tạo ra bởi lực Coulomb giữa các electron (lực đẩy electron).
Nếu ngôi sao có khối lượng lớn hơn giới hạn Chandrasekhar, trọng trường của nó sẽ đủ lớn để thắng áp suất thoái hóa của điện tử, và sao tiếp tục quá trình suy sập vượt qua giai đoạn sao lùn trắng, trở thành một sao neutron, sao quark hoặc lỗ đen.